# Михайловский (Алтайский край)
Михайловский — упразднённый посёлок в Шипуновском районе Алтайского края. На момент упразднения входил в состав Первомайского сельсовета. Исключен из учётных данных в 1983 году.

## География
Располагался на правом берегу реки Соловновка (приток реки Язевка), на расстоянии приблизительно 3 км (по-прямой) к юго-западу от поселка Первомайский.

## История
Основан в 1923 г. В 1928 году поселок состоял из 73 хозяйств. В административном отношении являлся центром Михайловского сельсовета Шипуновского района Рубцовского округа Сибирского края.
Решением Алтайского КИКа от 11 ноября 1983 года № 381 населённый пункт, исключен из учётных данных.

## Население
По данным переписи 1926 года в поселке проживало 424 человека (206 мужчин и 218 женщин), основное население — русские